# Saint-Chamarand
Saint-Chamarand is een gemeente in het Franse departement Lot (regio Occitanie) en telt 169 inwoners (1999). De plaats maakt deel uit van het arrondissement Gourdon.

## Geografie
De oppervlakte van Saint-Chamarand bedraagt 13,5 km², de bevolkingsdichtheid is 12,5 inwoners per km².

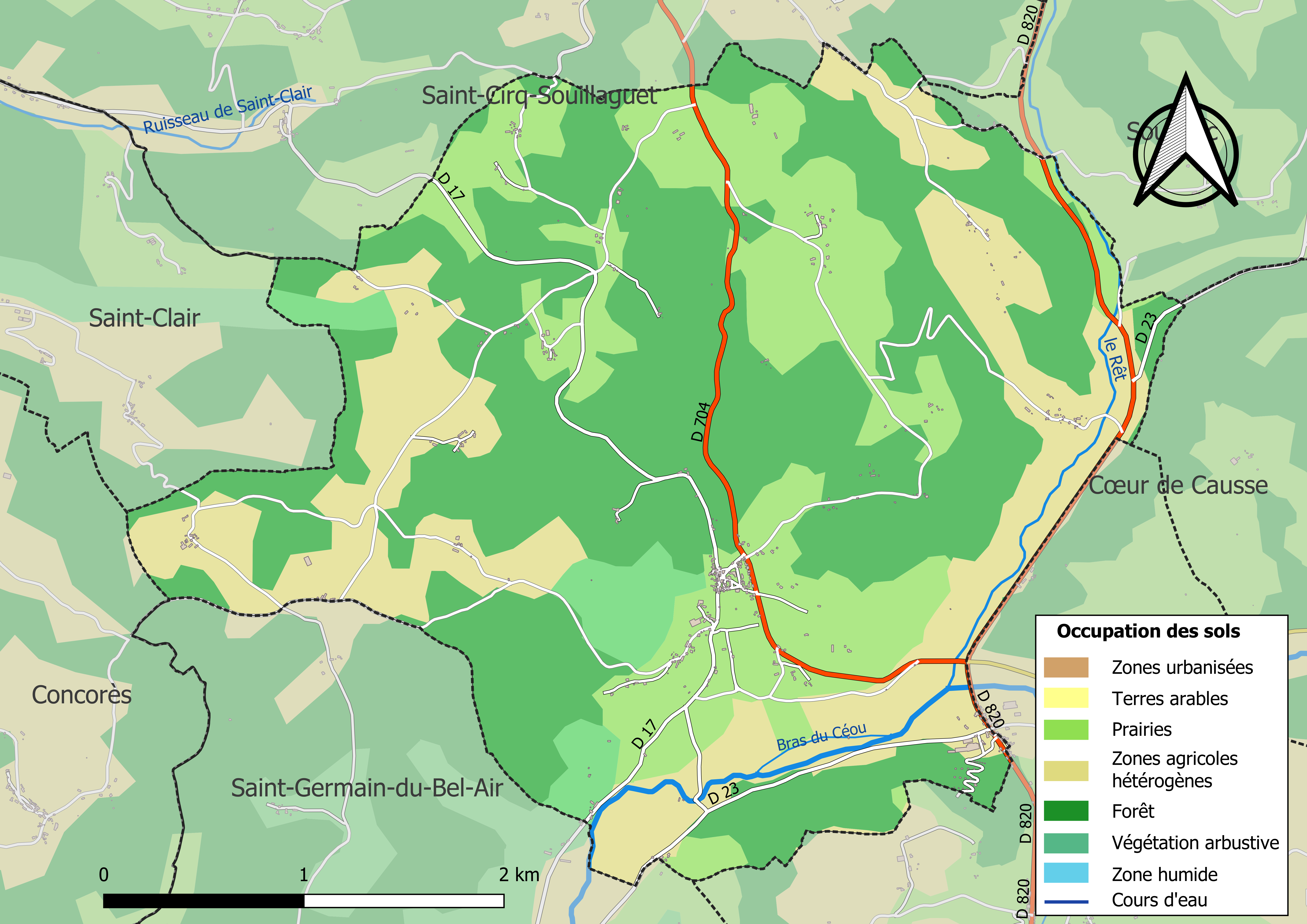
Kaart van de gemeente met de belangrijkste infrastructuur, bodemgebruik en omliggende gemeenten

## Demografie
Onderstaande figuur toont het verloop van het inwonertal (bron: INSEE-tellingen).